# Menandro (scultore)
Menandro (in greco antico: Μένανδρος?, Mènandros; Atene, II secolo a.C. – Atene, II secolo a.C.) è stato uno scultore greco antico.

## Biografia
Menandro nacque ad Atene, figlio di Melas, fu attivo a Delo nella seconda metà del II sec. a.C., dove sono state trovate tre basi di statue con la sua firma.
La prima è la statua di Posidone nell'edificio dei Poseidoniasti di Delo, oltre alle altre due statue (Afrodite-Astarte e Eracle) presenti nello stesso edificio.
La seconda firma è stata trovata in un edificio a sud-ovest del teatro di Delo su un blocco di marmo bluastro, risalente al 110 a.C. perché nella dedica viene menzionata la carica di epimelitis di Dionysios figlio di Nikos.
La firma di Menandro è presente anche sulla base in seguito riutilizzata per collocare la statua di Roma, sempre posizionata all'interno dell'edificio dei Poseidoniasti; sicuramente Menandro non realizzò lui questa statua aggiunta poi alle tre opere dedicate alle divinità.
Il padre dell'artista è probabilmente identificabile col Melas figlio di Menandros, noto a Delo per aver dedicato alcune offerte nel Serapeion.
A Menandro fu attribuito, talvolta, come nome il patronimico Melanos.